# Bernadetta Grabias
Bernadetta Grabias (Wrocław, 30 november 1978) is een Poolse mezzosopraan.

## Leven en werk
Grabias voltooide haar studies aan de Hogeschool voor Muziek te Łódź bij Z. Wojtczak. In het Groot Theater van Łódź trad ze ook op in verschillende opera's. Ze zong ook in het Messa da Requiem van Verdi en het Stabat mater van Pergolesi.
In 2004 won Grabias in Polen de Leon Schiller-prijs.
In 2008 won Grabias de derde prijs in de Koningin Elisabethwedstrijd 2008 (voor zang).